# El inmortal (serie de televisión)
El inmortal es una serie de televisión española de thriller original de Movistar+ protagonizada por Álex García. El proyecto nació de una idea original de José Manuel Lorenzo inspirada en hechos reales, que pone el foco sobre la banda Los Miami, que tuvo una extendida presencia en el Madrid de los años noventa.

## Sinopsis
La sinopsis oficial de la serie: «Durante la década de los 90, el tráfico de cocaína y el control de las discotecas de Madrid estuvo en manos de una banda que acaparó cientos de portadas y programas de televisión: Los Miami. Su nombre provocaba el pánico de aquel que lo escuchaba. “El Inmortal” fue el jefe de todos ellos. Esta historia está inspirada en su reinado y en la ciudad que tantas veces lo vio morir».

## Reparto

### Temporada 1

#### Principal
- Álex García como José Antonio Ortiz Torres
- Marcel Borràs como Roberto "Rober"
- Emilio Palacios como Sebastián "Sebas" Ortiz Torres
- Jason Day como Fausti
- María Hervás como Isabel "Isa"
- Teresa Riott como Elena "La Rubia" (Episodio 2 - Episodio 8)
- Claudia Pineda como Maui Ramírez
- Jon Kortajarena como Caballero

con la colaboración especial de
- Francis Lorenzo como Comisario Luis Corbalán (Episodio 3 - Episodio 8)
- Gonzalo de Castro como Fernando Correa (Episodio 4 - Episodio 8)

#### Secundario
- Mariola Fuentes como Asunción "Asun" Torres
- Catalina Sopelana como Carmen Ortiz Torres
- Iván Massagué como Nano (Episodio 1; Episodio 7)
- Juan Pablo Shuk como Marcelo Ortega (Episodio 1 - Episodio 4; Episodio 7)
- Carlos Hernández como Carlos "Carlitos" Ortiz Torres (Episodio 1 - Episodio 4; Episodio 6 - Episodio 8)
- Chanel Terrero como Perla (Episodio 1; Episodio 3 - Episodio 4; Episodio 8)
- Ascen López como Pepa (Episodio 1 - Episodio 4; Episodio 8)
- Anatoly Chugunov como Ledian (Episodio 2; Episodio 4 - Episodio 5; Episodio 7)
- Javier Jattin como Claudio (Episodio 6 - Episodio 8)

### Temporada 2

#### Principal
- Álex García como José Antonio Ortiz Torres
- Marcel Borràs como Roberto "Rober"
- Emilio Palacios como Sebastián "Sebas" Ortiz Torres (Episodio 1)
- Iván Massagué como Nano
- María Hervás como Isabel "Isa"
- Teresa Riott como Elena "La Rubia"
- Jon Kortajarena como Caballero
- Jason Day como Fausti
- Claudia Pineda como Maui Ramírez (Episodio 1 - Episodio 3; Episodio 5)
- Irene Esser como Paulina (Episodio 1; Episodio 3 - Episodio 6)
- Catalina Sopelana como Carmen Ortiz Torres
- Mariola Fuentes como Asunción "Asun" Torres
- Gonzalo de Castro como Fernando Correa (Episodio 1 - Episodio 5)

con la colaboración especial de
- Francis Lorenzo como Comisario Luis Corbalán (Episodio 1 - Episodio 2)
- Manuel Manquiña como Pascual  (Episodio 3 - Episodio 4)
- Norma Martínez como La Doña

#### Secundario
- Iria del Río como Hurtado (Episodio 1 - Episodio 3; Episodio 5 - Episodio 6)
- Richard Holmes como Soria (Episodio 1 - Episodio 3; Episodio 5 - Episodio 6)
- Jaeme Velez como Chive (Episodio 1 - Episodio 2 - Episodio 3 - Episodio 4)
- Alfonso Bassave como Bruno Meyer González (Episodio 1 - Episodio 5)
- Carlos Hernández como Carlos "Carlitos" Ortiz Torres
- Moussa Echarif como Alí

## Episodios

### Temporada 1 (2022)
| N.º en serie | N.º en temp. | Título           | Dirigido por    | Escrito por                                             | Fecha de lanzamiento original |
| ------------ | ------------ | ---------------- | --------------- | ------------------------------------------------------- | ----------------------------- |
| 1            | 1            | «Un puño de oro» | David Ulloa     | David Moreno y Diego Sotelo                             | 27 de octubre de 2022         |
| 2            | 2            | «Los Titanes»    | David Ulloa     | David Moreno y Diego Sotelo                             | 27 de octubre de 2022         |
| 3            | 3            | «La Isla Bonita» | Rafa Montesinos | David Moreno y Diego Sotelo                             | 27 de octubre de 2022         |
| 4            | 4            | «Ajo y agua»     | Rafa Montesinos | David Moreno y Diego Sotelo                             | 27 de octubre de 2022         |
| 5            | 5            | «La herida»      | David Ulloa     | Guión: David Moreno y Diego Sotelo Diálogos: Raúl López | 27 de octubre de 2022         |
| 6            | 6            | «El pasado»      | David Ulloa     | Guión: David Moreno y Diego Sotelo Diálogos: Raúl López | 27 de octubre de 2022         |
| 7            | 7            | «El traidor»     | Rafa Montesinos | Guión: David Moreno y Diego Sotelo Diálogos: Raúl López | 27 de octubre de 2022         |
| 8            | 8            | «Encerrados»     | Rafa Montesinos | Guión: David Moreno y Diego Sotelo Diálogos: Raúl López | 27 de octubre de 2022         |

### Temporada 2 (2024)
| N.º en serie | N.º en temp. | Título     | Dirigido por    | Escrito por                                            | Fecha de lanzamiento original |
| ------------ | ------------ | ---------- | --------------- | ------------------------------------------------------ | ----------------------------- |
| 9            | 1            | «Dolor»    | David Ulloa     | David Moreno, Diego Sotelo, Raúl López y Andrés Koppel | 22 de febrero de 2024         |
| 10           | 2            | «Venganza» | David Ulloa     | David Moreno, Diego Sotelo, Raúl López y Andrés Koppel | 22 de febrero de 2024         |
| 11           | 3            | «Paulina»  | Rafa Montesinos | David Moreno y Raúl López                              | 29 de febrero de 2024         |
| 12           | 4            | «Bruno»    | Rafa Montesinos | David Moreno y Raúl López                              | 7 de marzo de 2024            |
| 13           | 5            | «Soria»    | David Ulloa     | David Moreno y Raúl López                              | 14 de marzo de 2024           |
| 14           | 6            | «Inmortal» | Rafa Montesinos | David Moreno y Raúl López                              | 21 de marzo de 2024           |

## Producción
En 2018 se anunció que la preparación de una serie inspirada en Los Miami, una banda mafiosa madrileña, de la que en principio, el periodista Javier Negre iba a ser su guionista. La serie fue anunciada en mayo de 2021, pero sin la colaboración del citado periodista. La idea original partió de José Manuel Lorenzo, mientras que Álex García fue elegido como  protagonista principal.

### Estreno
El estreno de la serie se programó en la plataforma de televisión Movistar Plus+ para el 27 de octubre de 2022.